# La Belle Russe (film, 1919)
Pour plus de détails, voir Fiche technique et Distribution.
La Belle Russe  est un film muet américain réalisé par Charles Brabin, sorti en 1919.

## Synopsis
Fleurette et la Belle Russe, sœurs jumelles, sont des danseuses parisiennes. La première épouse Phillip Sackton, un membre de l'aristocratie traditionnelle anglaise. Ses parents déshéritent ce dernier, et pour subvenir à ses besoins il se met à peindre pendant que sa femme donne des cours de danse à des enfants.
Phillip est appelé pendant la guerre, mais il revient en sa demeure à la suite d'une blessure, avec un ami officier connaissant La Belle Russe. Il découvre que son unique frère est mort, et que sa mère a décidé de le rétablir dans ses droits et d'accepter son épouse.
Il découvre une épouse immorale, La Belle Russe essayant d'usurper l'identité de sa sœur pour profiter de l'argent des Sackton.
Heureusement, Fleurette parvient à déjouer les plans machiavéliques de sa jumelle et la vérité est révélée.

## Fiche technique
- Titre : La Belle Russe
- Réalisation : Charles Brabin
- Scénario : Charles Brabin, d'après la pièce éponyme de David Belasco
- Société de production : Fox Film Corporation
- Distribution : Fox Film Corporation
- Pays de production :  États-Unis
- Langue : Anglais
- Format : Noir et blanc — 35 mm — 1,33:1 — Muet
- Genre : Film dramatique
- Dates de sortie : 
  - États-Unis : 21 septembre 1919

## Distribution
- Alice Wilson : Lady Sackton
- Robert Lee Keeling : Sir James Sackton
- Robert Vivian : Butler
- Theda Bara : Les jumelles La Belle Russe et Fleurette
- Warburton Gamble : Phillip Sackton

## Autour du film
- Ce film est dirigé par le futur mari de Theda Bara.
- La pièce Belle Russe, de David Belasco, a précédemment fait l'objet d'un film en 1914, déjà intitulé La Belle Russe, et réalisé par William J. Hanley.